# マンガで分かる!Fate/Grand Order
『マンガで分かる！Fate/Grand Order』（マンガでわかる フェイト グランドオーダー）は、ディライトワークス監修・リヨ作画による漫画作品のシリーズであり、スマートフォン向けRPG『Fate/Grand Order』（以下：『FGO』）の公式ウェブサイト内で連載されている。

## 概要
第1期『マンガで分かる！Fate/Grand Order』（以下：『マンわか』）は、iOS版『FGO』配信後の2015年8月13日から2015年11月19日までウェブサイト上で連載された。また、第1期では、ゲームライターマフィア梶田によるゲーム解説コラム『マフィア梶田の“バーサーカーでも分かる！”FGO講座』も併せて連載された。
第2期『もっとマンガで分かる！Fate/Grand Order』（以下は『もっと』）は、2015年12月17日から2017年7月27日まで連載された。
第3期『ますますマンガで分かる！Fate/Grand Order』（以下：『ますます』）は、 2017年8月3日よりゲーム公式サイトで連載されており、第2期のその後が描かれる。
2017年12月28日の更新分は「序 / 2017年12月26日」の進行の関係で公式ホームページが一時閉鎖されたため、解除された12月31日の18時に更新された。
さらに、2018年12月4日より初心者を対象としたコンテンツとして「動画で分かる！Fate/Grand Order」が開始された。
本作は、『FGO』の使い方を学べるサポート漫画という位置づけにあるが、原作ゲームに対する風刺や同性愛（百合、BL）の要素が取り込んだギャグ漫画でもある。
第1期『マンわか』では、スマートフォン向けゲーム全般に通じる皮肉を交えつつも、システムへの言及を交えていたが、『もっと』の時点では解説することが尽きてきたため漫画の中で話を進めていくという手法が取られた。

## 登場人物
本項では、『マンわか』シリーズ独自の登場人物について解説する。
女主人公
声 - 金田朋子
本作の主人公。傍若無人な暴れん坊兼レズビアンで、寝取られが好み。また、メタフィクションな発言も多い。
『もっと』第44話よりコハエースの影響を受け、うどん生地と聖杯の泥を触媒にした独自のサーヴァントを生み出す。
『ますます』第115-119話でHP999999かつ4ゲージ持ちのキャスターの英霊となる。宝具ゲージは3でキャスターとしてはあり得ない破格の仕様で、宝具を発動すると「世界の因果が逆転しガチャで全ての星5の排出率が100%」になるという。
マシュにセクハラや上から目線の高圧的な態度をとっていた。彼女に第2部を進めるよう催促され続けて拒否したことを機に愛想を尽かされ立場は逆転。一時は絶縁状態にあったがパイセン(芥ヒナコ/虞美人)を介して関係は一応修復している。
男主人公
声 - 金田朋子
女主人公の古い知り合い。女主人公とは対照的にゲイとなっているため、アストルフォが好みのタイプで、マスターでもある。ダ・ヴィンチの下半身は男性だと思っている。
女主人公がちびっこ合衆国大統領選に入ってからは出番が少なくなったのに対し、ノウム・カルデアでカドックとアナスタシアを召喚しイジって怒らせたり、大西洋異聞帯に潜入しキリシュタリアに取り入りカドックを困らせたりと女主人公に代わり各地で暴れている。また、ゴルドルフも扱いには手を焼いている。

### 本作オリジナルのサーヴァント
クラスは2017年のエイプリルフールに配信されたアプリ『Fate/Grand Order Gutentag Omen』にて明かされた。キャストはFGOのもの。
マンガで分かるライダー
声 - 高橋李依
『もっと』第46話より登場。マスターはマシュ→オルガマリー（『ますます』第7話 - ）。バニーガールのサーヴァント。嫌いなものはエジソンと主人公。
単行本1巻では、真名は秘密だとしつつも「映画史黎明期の映画監督です」と説明している。宝具は「月世界旅行（ル・ヴォヤージュ・ダン・ラ・リュヌ）」と「テアトル・プレジール」
マンガで分かるアサシン
声 - 米澤円
『もっと』第48話より登場。マスターはオルガマリー。初登場からしばらくの間はネグリジェ、現在は帽子とスーツを纏い根暗で重度のマザー・コンプレックスを抱えるサーヴァント。
単行本1巻では、真名は秘密だとしつつも「FBI初代長官」と説明している。宝具は「公式かつ秘密（オフィシャル・アンド・コンフィデンシャル）」と「黒服の男たち（ガヴァメント・メン）」。
マンガで分かるバーサーカー
声 - 小見川千明
『もっと』第59話より登場。マスターは女主人公。真名はポール・バニヤン。
「マンガで分かる！シリーズ」のサーヴァントの中では唯一ゲーム本編にも登場しており、真名が明かされている。そのため、『ますます』からは漫画内でも真名で呼ばれている。
宝具は「ウィスコンシン・デス・トリップ」と「驚くべき偉業（マーベラス・エクスプロイツ）」。
ちびっこ王国のアヴェンジャー
『ますます』第39話より登場。ナーサリー・ライム、ジャック、バニヤン、ジャンヌオルタサンタリリィとヘシアン・ロボが合体したちびっこ王国のサーヴァント。
マンガで分かるランサー
声 - 長縄まりあ
『ますます』第77話より登場。マンガで分かるアサシンとライダーが造ったうどんサーヴァントの一騎。真名はメアリー・アニング。第90話にてランサー以下4騎の幼体はダ・ヴィンチが「FGO制作委員会」に取り入るために作ったものと判明。
『ますます』第104話ではイクチオサウルスを武器として使用したことなどから、マシュから真名の推測が容易と指摘されるが、本人は「FGOに真名隠しシステムはいらなかったって歴史が証明してるだろ」と反論している。
マンガで分かるアーチャー
『ますます』第85話より登場。アルテラと誰かをつがいにして生まれたということになっているちびっこ王国のうどんサーヴァント。アルテラは母親がエレナ、玉藻の前またはジャンヌのうちの誰かだと思い込んでいる。
マンガで分かるキャスター
声 - 武田華
『ますます』第87話より登場。真名は大黒天の遣いの鼠。第77話でランサーに闇討ちされた女主人公を介護するうどんサーヴァント。放っておくと勝手に繁殖して増えていく。
マンガで分かるセイバー
『ますます』第89話より登場。うどんサーヴァントの幼体にアルトリアが念を込め、マシュが育てたら妊婦になった。英霊は妊婦ではなく、胎内の子がセイバーとされる。真名についてジャンヌは「我が主」と思い込んでいたが別人。

## 制作
サポート漫画の導入は、『FGO』のプロモーションに携わるリュウズオフィス側の提案である。
同社は、『FGO』のアプリを運営するディライトワークス側から作家イメージを受け、『弱酸性ミリオンアーサー』の事例が共有された。
当初、サポート漫画の作者を選定するにあたり、別の企画で知り合ったリヨを候補に入れていたところ、TYPE-MOONの武内崇が候補者リストに目を止め、リヨがよいと答えた。
この当時、リヨはFateシリーズになじみがなく、自分が手掛けてよいのか不安視していたが、山中の説得により引き受け、『マンわか』第1話を含むネームを提出した。
この時の『マンわか』第1話は、『FGO』がどのようなゲームなのかということに言及していなかったものの、武内やディライトワークス側に受け入れられた。一方で、サポート漫画として体をなしていないという理由から、『FGO』に詳しいライター・マフィア梶田による補足コラムが用意された。
漫画の内容はリヨのネームをもとにしており、山中は編集者としてはあまり意見を出していないと、梶田との対談の中で明かしている。
また、ディライトワークスの塩川洋介も、えぐい話や過激な時事ネタが出たとき以外は基本的にリヨの自由にしていると4Gamer.netとのインタビューで話している。
一方、原作者の奈須きのこは本作の制作にはかかわっておらず、その理由について「どんなにおもしろくても、世界観を預かる身として「これはダメ」とジャッジするしかない。とはいえ、自分が監修して「『FGO』だとこうだから」と口をはさんでしまうと、ゲームの『FGO』と同じものになるので、内容は見なかったことにして、リヨさんのセンスできれいにまとめていただくという方針を取っています。」と2019年のファミ通とのインタビューにて説明している。
ただしオルガマリーは、リヨが奈須に相談したうえで登場させている。
この理由について、奈須は「4年ほど前（2016年頃）、リヨからどうしてもオルガマリーを登場させたいという相談があり、本人が提出したネームが、こちらが構想していた第2部の内容と偶然酷似していた。その際は却下することもできたが、『マンわか』側でオルガマリーを出せば彼女の存在もプレイヤーが覚えてくれるだろうと考え、リヨには第2部の設定を出さないという条件付きで許可した。」と、2020年のファミ通とのインタビューの中で説明している。また、概念礼装や回想でオルガマリーを出すことは認めてこなかった武内も、本作への登場を許可している。
なお、本作を初出とするサーヴァントのうち、バーサーカー（ポール・バニヤン）は特例として、設定を変更したうえでゲーム側に登場した。

## 書誌情報
- 原作：TYPE-MOON 作画：リヨ 『マンガで分かる！Fate/Grand Order』 KADOKAWA〈単行本〉、既刊4巻（2023年8月10日現在）
  1. 2017年8月2日発売[12]、ISBN 978-4-04-106101-5
  2. 2019年5月25日発売[13]、ISBN 978-4-04-108226-3
  3. 2022年4月26日発売[14]、ISBN 978-4-04-111568-8
  4. 2023年8月10日発売[15]、ISBN 978-4-04-114005-5

## 短編アニメ
本作の短編アニメ化作品は、2018年12月31日に『Fate Project 大晦日TVスペシャル2018』の一環として放送された。放送後はYoutubeの「Fate/Grand Order チャンネル」にて配信されている。

### スタッフ
- 原作 - TYPE-MOON
- ストーリー原案、キャラクター原案 - リヨ
- 監督 - 榎戸駿、坂詰嵩仁
- 編集 - 近藤勇二
- 美術監督 - 竹田悠介
- 色彩設計 - 土居真紀子
- 撮影監督 - 宮脇洋平
- 音楽 - 毛蟹（LIVE LAB）、深澤秀行
- 音楽制作協力 - 芳賀敬太（TYPE-MOON）
- 音楽プロデューサー - 山内真治
- プロデューサー - 古橋宗太
- アニメーションプロデューサー - 藤田祥雄
- アニメーション制作 - A-1 Pictures
- 製作 - FGO PROJECT

### 主題歌
オープニングテーマ「回せば分かる！FGO」
歌 - 女主人公（金田朋子）
作詞 - 毛蟹(LIVE LAB)

## 反響
山中は、梶田との対談の中で、連載開始当初の時点で、読者は肯定派と否定派の半々だったと振り返りつつも、『FGO』の人気の拡大に伴う形で伴走できたことが大きかったとも話している。
リュウズオフィスにインタビューを行ったマフィア梶田は、本作が『FGO』に対するヘイトコントロールになったと述べ、単なるサポート漫画ではなく、『FGO』の一コンテンツとして見られていると分析している。
また、梶田は、本作を読んで意味を理解できなかった読者が『FGO』を調べてアプリをダウンロードするというパターンが多いことを引き合いに出したうえで、本作が『FGO』への招待状になっているとも指摘している。山中も、『歴メシ!』の担当編集者が『FGO』の人気を通じて本作を手に取り、アプリをプレイした例を挙げる形で、梶田の指摘を認めている。
2017年に本作に関連したLINEスタンプが発売された際、本作に関連するワードがトレンド入りした。